# Norrbrolejonen

Norrbrolejonen är två lejonskulpturerna i brons intill Gustav Adolfs torg i Stockholm. Lejonen är placerade till öster och väster om Norrbros norra landfäste. Skulpturerna är kopior av två egyptiska lejon vars original står vid Vatikanmuseerna i Rom. 1923 såg dåvarande antikvarien vid Riksarkivet, fil dr L M Bååt, dessa under en italienresa och ansåg att de skulle passa bra vid Norrbro. Dagens Nyheter kampanjade för idéförslaget och erbjöd sig att bekosta kopieringen. Det kom dock att bli en privatperson, direktör Josef Jonsson, som bekostade kopieringen och såg till att djuren kom på plats. Placeringen utfördes 1926 av arkitekt Ragnar Östberg som stod för det konstnärliga helhetskonceptet. 
| Östra (vänster) och västra (höger) lejonet. |  | Östra (vänster) och västra (höger) lejonet. |
| Östra (vänster) och västra (höger) lejonet. |  |                                             |

Originallejonen skulpterades på 300-talet f Kr åt Egyptens siste farao, Nektanebo II. På skulpturernas sockel finns en inskription med hieroglyfer. 

På östra skulpturen står:
- Guld, levande sol som ger rättvisa, kungen av övre och nedre Egypten, Xeperkara, solens son, Nektanebos av Thopt i Reuhi älskad.

På västra skulpturen står:
- Guld, levande sol som ger rättvisa, suveränen över syd och nord, den fullkomlige regenten över två länder, glänsande guld som gör det kärt för gudarna, kungen av övre och nedre Egypten, herren över två länder, Xeperkara, solens son, Nektanebos av Thot i Rehui älskad.

Originallejonen kom till Rom med kejsar Augustus där de sattes att vakta portiken vid Pantheon. De försvann därefter och var borta i drygt tusen år tills de i slutet av 1500-talet återupptäcktes och placerades vid fontänen på Piazza di Termini i Rom. Gregorius XVI förde dem sedan till Vatikanmuserna under 1800-talets första hälft.
Norrbrolejonen tillverkades på Bergmans Konstgjuteri i Stockholm. I Paramountjournalen 3-10 maj 1926 visades ett kort inslag med texten De nya norrbrolejonen äro nu i det närmaste klara...